# لين هاوجستيد
لين هاوجستيد (بالدنماركية: Line Haugsted)‏ مواليد 11 نوفمبر 1994، هي لاعبة كرة يد دانمركية تلعب كظهير أيسر. مثلت منتخب الدنمارك لكرة اليد للسيدات.

## سجل المنافسة
شاركت في البطولات التالية:
- بطولة أوروبا لكرة اليد للسيدات 2016

## روابط خارجية
- لين هاوجستيد على موقع الاتحاد الدولي لكرة اليد (الإنجليزية)
- لين هاوجستيد على موقع الاتحاد الأوروبي لكرة اليد (الإنجليزية)
- لين هاوجستيد على موقع اللجنة الأولمبية الدولية (الإنجليزية)